# Juan Palacios
Juan Palacios (nascido em 1 de fevereiro de 1962) é um ex-ciclista olímpico equatoriano. Palacios representou sua nação nos Jogos Olímpicos de 1980, na prova de perseguição por equipes (4 000 m).